# Хронична опструктивна болест плућа
Хронична опструктивна болест плућа (ХОБП), (енгл. chronic obstructive pulmonary disease - COPD) је болест плућа са опструкцијом (сужењем) дисајних путева. Узрок је појачана запаљењска реакција плућа на инхалативне агенсе која доводи до прогресивне опструкције дисајних путева. Уско је повезана са хроничним коришћењем дувана. Претпоставља се да 20% популације болује од хроничног бронхитиса. ХОПБ се може назвати и хронични опструктивни бронхитис.
Главни симптоми обухватају краткоћу даха и кашаљ са продукцијом испљувака. ХОБП је прогресивна болест, те се типично погоршава с временом. На крају, свакодневне активности, као што су ходање или облачење, постају тешке. Хронични бронхитис и емфисема су алтернативни термини који се користе за различите типове ХОБП. Термин „хронични бронхитис” се још увек користи за дефинисање продуктивног кашља који је присутан током најмање три месеца сваке године током две године.
Пушење дувана је најчешћи узрок ХОБП, при чему фактори као што су загађење ваздуха и генетика играју мање улоге. У земљама у развоју, један од честих извора загађења ваздуха су лоше вентилисане ватре за загревање и кување. Дугорочно излагање тим иритантима узрокује инфламаторни респонс у плућима, што доводи до сужавања малих дисајних путева и распада плућног ткива. Дијагноза се базира на лошем ваздушном току који се мери тестовима плућне функције. За разлику од астме, редукција протока ваздуха се знатно не побољшава употребом бронходилататора.
Већина случајева ХОБП се може спречити редуковањем излагања факторима ризика. Тиме су обухваћени смањење нивоа пушења дувана и побољшање квалитета ваздуха унутра и напољу. Док третман може да успори погоршање, лек не постоји. ХОБП третмани обухватају престанак пушења, вакцинације, респираторну рехабилитацију, и често удисање бронходилататора и стероида. Неким пацијентима помаже дугорочна кисеонична терапија или трансплантација плућа. Код оних који имају периоде акутних погоршања, повећана употреба лекова и хоспитализација могу да буду неопходни.
Године 2015 од ХОБП је било оболело око 174,5 милиона људи (2,4%) глобалне популације. Болест се типично испољава код особа са више од 40 година старости. Мушкарци и жене су једнако подложни. Године 2015 ова болест је узроковала 3,2 милиона смртних случајева, што је пораст са нивоа од 2,4 милиона у 1990. години. Више од 90% ових смртних случајева се јавило у земљама у развоју. Очекује се да ће број смртних случајева даље расти због повишених нивоа дима у земљама у развоју, као и због старења популације у многим земљама. Процењује се да је ова болест узроковала економски трошак од 2,1 америчких долара билиона 2010. године. Светски дан борбе против хроничне опструктивне болести плућа обележава се 17. новембра.

## Знаци и симболи
Типични симптоми су хронични кашаљ, искашљавање густог шлајма обично је беле боје, запаљења дисајних путева. За ХОБП су карактеристични знаци опструкције дисајних путева: замор при напрезању, ноћни кашаљ, осећај губитка ваздуха -диспнеја, периферна цијаноза, централна цијаноза. Ови симптоми су присутни током дужег временског периода и типично се погоршавају с временом.
Знаци хиперкапније (хиперкапнија-повећана концентрација угљен-диоксида у крви): немир, тремор, дилатација вена-црвене очи, сомноленција. Знаци хипертрофије десне коморе срца - cor pulmonle: едеми на ногама, венски застој крви у вратним венама, цијаноза. Код прегледа се могу уочити цијаноза-плава пребојеност делова тела, стакласти нокти, код емфизема бачваст грудни кош, дисање уснама.

### Кашаљ
Хронични кашаљ је обично први симптом који се развија. Када траје више од три месеца сваке године у току бар две године, у комбинацији са продукцијом испљувака и без других објашњења, онда се дефинитивно ради о хроничном бронхитису. Ово стање се може јавити пре него што се ХОБП у потпуности развије. Количина произведеног испљувка се може мењати током дана. У неким случајевима, кашаљ може да буде одсутан или се може само повремено јављати и може да не буде продуктиван. Неки људи оболели од ХОБП приписују своје симптоме „пушачком кашљу”. Спутум се може прогутати или испљунути, што често зависи од друштвених и културних фактора. Снажно кашљање може да доведе до прелома ребара или краткотрајног губитка свести. Оболели од ХОБП често имају историју „обичних прехлада” које трају дуго времена.

### Краткоћа даха
Краткоћа даха је често симптом који највише забрињава људе. Он се обично описује као: „моје дисање захтева напор”, „осећам се без даха”, или „не могу да удахнем довољно ваздуха”. Различити термини се међутим користе у различитим културама. Типично се краткоћа даха погоршава при излагању напору током дужег временског периода као и са годинама. У узнапредовалим ступњевима, до ње долази током одмарања и може увек да буде присутна. Она је узрок анксиозности и лошег квалитета живота оболелих од ХОБП. Многи људи у познијим ступњевима ХОБП дишу кроз уста и то може да олакша краткоћу даха код дела популације.

### Друге особине
Код оболелих од ХОБП, може да буде потребно више времена да се издахне ваздух, него да се удахне. Може се јавити стезање у грудима, мада је то ређи симптом који може да буде узрокован и другим проблемима. Особе са опструираним протоком ваздуха могу да производе шиштеће или пригушене звукове при улазу ваздуха током прегледа груди стетоскопом. Бачвасте груди су карактеристичан знака оболелих од ХОБП, мада је та појава релативно ретка. Заузимање положаја статива може постати учесталије са прогресијом болести.
Узнапредовани ХОБП доводи до високог притиска на плућним артеријама, што узрокује напрезање десне коморе срца. Ова ситуација се назива , и доводи до симптома отицања ногу и испупчења вратних вена. ХОБП је заступљенији од било које друге плућне болести и узрок је cor pulmonale, мада је тај систем мање изражен при употреби додатног кисеоника.
ХОБП се често јавља заједно са бројним другим обољењима, што је делом последица заједничких фактора ризика. Међу тим обољењима су коронарна артеријска болест, високи крвни притисак, шећерна болест, губитак мишића, остеопороза, рак плућа, анксиозни поремећаји, сексуалне дисфункције, и депресија. Код оних са јако застуљеном болешћу, осећај константног замора је чест. Деформисање ноктију на рукама није специфично за ХОБП и може да сугерише да је у основи болести карцином плућа.

### Погоршање
Акутно погоршање ХОБП се дефинише повећањем краткоће даха, повећаном продукцијом испљувака, променом боје испљувака из прозирне у зелену или жуту, или појачањем кашљања. Ово може да буде праћено знацима повећаног напора при дисању као што су брзо дисање, брзо куцање срца, знојење, активна употреба мишића у врату, плавичасте нијансе боје коже, и конфузија или нападно понашање при веома озбиљном погоршању. Кркљање се исто тако може чути над плућима при прегледу стетоскопом.

## Хронични бронхитис
Постоје три врсте хроничног бронхитиса које се настављају један на други:
- једноставни, хронични бронхитис: кашаљ са искашљавањем беличастог шлајма, без бронхијалне опструкције. Тифноов индекс је нормалан, изнад 70%
- ХОПБ: кашаљ са искашљавањем и бронхијалном опструкцијом Тифноов индекс (FEV/FVC *100%) је мањи од 70%
- Опструктивни емфизем: ХОПБ и иреверзибилно повећани резидуални волумен

## Фактори ризика
Већина пацијената су пушачи, или су у прошлости били пушачи. Загађење ваздуха такође игра улогу и настанку ХОБП. Хемијска средства, паре, прашина такође могу да играју улогу, али најзначајније је пушење. Мање значајни фактори ризика су: недостатка α1 Антитрипсина,
Картагенеров синдром: , бронхиеказије, инфертилитет.

## Класификација
Тежина ХОПБ је одређена ГОЛД класификацијом.
|   | групе ризика  | кашаљ-једноставни хронични бронхитис |             |
| 1 | блага         | Фев1>80%                             | Фев1/VK<70% |
| 2 | умерено тешка | Фев1 50-80%                          | Фев1/ВК<70% |
| 3 | тешка         | Фев1 30-50%                          | Фев1/ВК<70% |
| 4 | јако тешка    | Фев1<30%                             | Фев1/ВК<70% |

Легенда: ФЕВ1 је форсирани експиријумски волумен у првој секунди, максимално издахнута количина ваздуха у првој секунди. Код здравих особа је изнад 80%, његово смањене је знак опструкције. ВК је витални капацитет, количина ваздуха која се може максимално удахнути или издахнути, нормално око 5 литара. Његово смањење је знак рестриктивних болести плућа.

## Патогенеза
У раној фази доминира хипертрофија бронхијалне слузокоже (слузокожа)са хиперсекрецијом из бронхијалних жлезда-дискринија услед запаљењске реакције. Механизам чишћења бронхијалног епитела је поремећен што олакшава инфекцију. Осетљивост слузокоже на спољашње факторе је повећана, тако да лакше долази до опструкције дисајних путева.
Временом долази до уништавања трепљастог, бронхијалног епитела, колапса бронхија и заробљавања ваздуха-air trapping.
У току запаљењских процеса из ћелија запаљења: макрофага, неутрофила... долази до ослобађања ензима који разарају алвеоле, што доводи до емфизема плућа.

## Компликације
- Услед хроничне хипоксемије (хипоксемија), развија се секундарна полиглобулија (полицитемија).
- Такође хронична хипоксемија узрокује и пулмоналну хипертонију, што доводи до оптерећења десног срца и његове хипертрофије. Хипертрофија десне коморе доводи и до дилатације, што узрокује едеме, повећање јетре, венски застој.
- Пацијенти често добијају и запаљење плућа.
- Услед опструкције јавља се и емфизем плућа, стадијум 4 ГОЛД класификације.[32]